# Смогожув (Люблінське воєводство)
Смогожув (пол. Smogorzów) — село в Польщі, у гміні Пулави Пулавського повіту Люблінського воєводства.
Населення — 154 особи (2011).
У 1975-1998 роках село належало до Люблінського воєводства.

## Демографія
Демографічна структура станом на 31 березня 2011 року:
|          | Загалом | Допрацездатний вік | Працездатний вік | Постпрацездатний вік |
| -------- | ------- | ------------------ | ---------------- | -------------------- |
| Чоловіки | 81      | 23                 | 52               | 6                    |
| Жінки    | 73      | 11                 | 48               | 14                   |
| Разом    | 154     | 34                 | 100              | 20                   |